# Martina Ertl-Renz
Martina Ertl-Renz tysk före detta alpin skidåkare född 12 september 1973. Martina slog igenom som 18-åring med två medaljer vid de alpina juniormästerskapen. Under sin framgångsrika karriär vann hon 14 världscuptävlingar och sju mästerskapsmedaljer och tog tre OS-medaljer.

## Segrar i världscupen
| Datum            | Plats             | Tävlingsform |
| ---------------- | ----------------- | ------------ |
| 19 mars 1994     | Vail              | Storslalom   |
| 15 januari 1995  | Garmisch          | Slalom       |
| 18 mars 1995     | Maribor           | Storslalom   |
| 25 november 1995 | Vail              | Super-G      |
| 11 december 1995 | Val-d'Isère       | Storslalom   |
| 21 december 1995 | Veysonnaz         | Storslalom   |
| 5 januari 1996   | Maribor           | Storslalom   |
| 10 januari 1998  | Bormio            | Storslalom   |
| 15 januari 1998  | Altenmarkt        | Super-G      |
| 25 januari 1998  | Cortina d'Ampezzo | Storslalom   |
| 28 januari 1998  | Åre               | Storslalom   |
| 1 mars 1998      | Saalbach          | Slalom       |
| 28 oktober 2000  | Sölden            | Storslalom   |
| 25 oktober 2003  | Sölden            | Storslalom   |